# سوزان هافونا
سوزان حفونه (بالألمانية: Susan Hefuna)‏ هي فنانة تشكيلية مصرية-ألمانية، وهي تعمل في وسائل الإعلام المتعددة والتي تشمل الرسم والتصوير والنحت والتركيب والفيديو والتمثيل، وحاليا هي تعمل وتتنقل ما بين القاهرة في مصر وألمانيا.

## نشأتها ودراستها
ولدت حفونه في مصر عام 1962 من أب مصري وأم ألمانية. لقد قضت حفونه أول ثمان سنوات من عمرها في مصر ثن انتقلت لاحقا لغراتس بالنمسا حتى تكون أكثر قربا من عائلة والدتها. في عام 1992 حصلت حفونه على شهادة دراسات عليا من معهد الإعلام الجديد ستادلسكول في فرانكفورت بألمانيا تحت رعاية بيتر ويبل.
وتربط حفونه ما بين جذورها المصرية والألمانية في أعمالها مستخدمة الصور الحضرية وأنماط الطباعة والتقاليد لكليهما لبناء جسر ما بين الثقافتين.

## العمل
بشكل عام فرسومات حفونه تستخدم الحبر الهندي للأعمال التي تتكون من أكثر من طبقة، بينما في الأعمال التي تتكون من طبقة واحدة فعادة ما تستخدم حفونه الألوان المائية.
ويعتبر الموضوع المتكرر في عملها هو ستارة المشربية وهي ستارة شبكية خشبية أو حجرية وهي أحد ملامح العمارة التقليدية المصرية.
لقد ظهرت هذه الستائر لأول مرة في رسومات حفونه في عام 1990 وفي صورها التي أخذت بواسطة الكاميرا ذات الثقب الصغير. وفي عام 2008 أقامت حفونه معرض منفرد لأعمالها بعنوان «على طريق إيدجوير» في صالات العرض الأفعوانية والتي تأثرت بشدة بثورات الربيع العربي الأخيرة. في عام 2009 تم عرض نحو 300 من رسومات حفونه سواء كانت بالحبر أو القلم الرصاص على طبقات الورق الشفاف في جيارديني ومسارح أرسينال في فيرموندي في مهرجان البندقية الثالث والخمسين، لقد تم توثيق مشاريعها في ثلاثية فارس برو توتو من قبل المحرر هانس أولريخ أوبريست وتم نشرها بمساعدة كيهرير.

## المعارض الفنية
تم عرض أعمال حفونه في عام 2014 في معرض «هنا وفي كل مكان آخر» في المتحف الجديد بنيويورك، كما عرضت أعمالها في مهرجان الشارقة في معرض التاون هاوس بالقاهرة وفي معارض أخرى بلندن وفيينا.

## النقد
في مراجعة نقدية لمعرض حفونه «الإبحار عبر الثقافات» في المتحف الوطني بجنوب أفريقيا بمدينة كيب تاون، قال تراسي مورنيك «أن حفونه ترسم شبكة معقدة من الصلات الجسدية في بناءها لهذا التركيب الخشبي الهائل والمذهل في آن واحد» كما اشاد برسوماتها المرسومة بطريقة صحيحة وأيضا المطبوعات والصور الرقمية الجريئة.

## الجوائز
في عام 1998، حازت حفونه على الجائزة الدولية في مهرجان القاهرة. في عام 2013 حازت على جائزة الرسم المعاصر من قبل مؤسسة دانيال وفلورنسا جيرلان في باريس.

## سوق الفن
وحاليا تعرض أعمال حفونه في معارض فنية في لندن واسطنبول ومعرض هوفمان رونا في شيكاغو.